# EMALF
EMALF（エマルフ）は、日本の男性トークボーカルユニットである。グロリアスクリエーションズ所属。レーベルはGlorious Records。2015年に活動休止した。
以前FLAMEとして活動していたメンバーと新メンバーで結成され、グループ名は「FLAME」の逆読みである。再結成ではなく新人という立ち位置であった。音楽活動以外も、舞台制作や出演など各自でソロ活動を行った。

## 略歴
- 2013年3月1日、EMALF結成を発表。
- 2013年6月26日、デビューミニアルバム『Try Again』をリリース。
- 2013年は「パーティーボーイズ」、2014年は「パーティーガイズ」を名乗っている。
- 2014年9月にKyoheiが脱退。
- 2015年1月より新メンバーとしてATSUとBSKが加入[1]。
- 2015年12月、EMALF活動休止[2]。

## メンバー
- Yusuke（伊﨑右典：いざき ゆうすけ、1984年5月17日 - 、大阪府出身）
- Hisato（伊﨑央登：いざき ひさと、1984年5月17日 - 、大阪府出身）
- Yu（北村悠：きたむら ゆう、1985年8月9日 - 、栃木県出身）
- Seigo（野口征吾：のぐち せいご、1984年10月19日 - 、東京都出身）
- ATSU（小池敦：こいけ あつし、1982年9月27日 - 、埼玉県出身）- 元LUVボーカリスト。2015年1月加入。
- BSK＜ビースケ＞（岡村洋佑：おかむら ようすけ、1989年2月16日 - 、長野県出身）- 2015年1月加入。

### 旧メンバー
- Kyohei（金子恭平：かねこ きょうへい、1987年6月30日 - 、宮城県出身） -2014年9月脱退。

## 作品

### シングル
1. Brother（2013年9月4日）- 3週連続リリース第一弾
  - 舞台『フューチャーブラザーズ』主題歌
2. Flag（2013年9月14日）- 3週連続リリース第二弾
3. Be Myself（2013年9月25日）- 3週連続リリース第三弾
  - 21日にiTunesで先行配信された。
4. Fight Together（2014年5月3日）
  - 「Fight Together」、「BLACK10」、「もう会いたくて」（Kyoheiソロ曲）と「Fight Together」MVを収録。
  - 「Fight Together」の振付は松永一哉。
  - 「BLACK10」は主催舞台「BLACK10」の主題歌。
5. Invisible Force（2014年11月2日）
  - 「Invisible Force」、「Kick Off★」、「Thanx for you」を収録。
  - Hisatoが全曲プロデュース。
  - 「Invisible Force」の作詞・作曲はBSK。
6. 猛 B DASH!!（2015年4月4日）
  - 作曲：BSK。2曲目に「O LOVE」を収録。

### アルバム
1. Try Again（2013年6月26日） オリコンインディーズアルバムランキング週間12位
  - 収録曲「Try Again」は、2013年2月13日にYouTubeにて「逆転野郎」名義で公開された。
  - 「Open my eyes」は、FLAMEのアルバム曲「close my eyes」のアンサーソング。
2. Ourselves（2013年9月25日） 
  - 3週連続リリース曲を収録。
  - 「Brother」は舞台「フューチャーブラザーズ」アレンジ版も収録。
3. SEVEN DAYS（2015年9月23日）

### 映像作品
1. EMALF 3rd LIVE〜E-STARS WAR〜（2016年4月）

## 出演

### ライブ・主催イベント
- 「エマルフ、始めました。」（2013年4月、東京・大阪・名古屋） - お披露目イベント
- 「ミニアルバム出ました」（2013年6 - 7月、大阪・名古屋・東京・福岡） - ミニアルバム「Try Again」リリースパーティー
- 「Ourselves」（2013年9 - 11月、東京・福岡・京都・仙台） - 3週連続シングル＆ミニアルバムリリースパーティー
- 「EMALF 1st LIVE〜Try Again〜」（2013年12月・2月、大阪・東京・名古屋） - 初のフルLIVE
- 「Fight Together」リリースパーティー（2014年5 - 6月、東京・大阪・名古屋・福岡）
- 「Invisible Force」リリースパーティー（2014年10 - 11月、東京・福岡・大阪）
- 「EMALF 2nd LIVE〜Thanx for you〜」（2014年12月、東京・大阪・福岡） - フルLIVE
- 「猛 B DASH!!」リリースパーティー（2015年3 - 5月、福岡・大阪・東京・名古屋）
- FC EMALF presents「EMALFutsal vol.1」（2015年4月、東京）
- EMALF 定期LIVE（2015年5 - 11月、東京） - 毎月金曜日に開催
- 「EMALF 3rd LIVE（仮）」（2015年12月、東京）

### イベント
- タワーレコードインストアイベント（2013年7月、三重・広島・岡山・滋賀・静岡）
- Japan Music Festival 〜サマーゴッドフェス〜（2013年8月、東京）
- a-nation Island STAGE（2013年8月、東京）
- BACS Award!2013（2013年8月、東京）
- 夏クル2013〜LOVE LIVE Cruising 〜（2013年8月、神奈川）
- 三茶フェススペシャルサマーライブ（2013年8月、東京）
- フレスポ八潮イベント（2013年8月、埼玉）
- コクーン新都心8周年イベント（2013年9月、埼玉）
- Sound Circus 〜SWEET HALLOWEEN〜（2013年10月、東京）
- AKASAKA HALLOWEEN WEEK 2013『スウィート・アクトアクターズ・ハロウィン』（2013年10月、東京）
- CANDY☆PANTS 〜4th Anniversary!!〜（2013年10月、東京）
- LUVデビュー2周年記念ライブ「Special LUV」（2013年11月、東京） - ゲスト出演
- 風船唐綿 Vol.3（2013年11月、東京）
- 中野メロディアスライブ（2013年11月、東京）
- Wicked!!! 〜 EMALF × ブルーペンギン 〜（2014年2月、東京）
- Tokyo FraCo Collection（2014年3月、東京）
- THE SHOW!!（2014年4月、東京）
- Wicked!!! 〜 GrandStand × EMALF 〜（2014年4月、東京）
- 静岡プレ葉ウォーク浜北ミニLIVE&握手会（2014年5月、静岡）
- YES WE CAN！2014 Spring（2014年6月、東京）
- イオン土浦ミニLIVE&握手会（2014年6月、茨城）
- モラージュ菖蒲LIVE&握手会（2014年6月、埼玉）
- 新井薬師 夏の盆踊り大会（2014年7月、東京）
- SHADOW NET vol.11（2014年7月、千葉）
- 夏クル2014（2014年8月、神奈川）
- Candle Voice〜心の音楽達vol.3（2014年8月、東京）
- Wicked!!! 〜 EMALF × Vimclip × universe 〜（2014年8月、東京）
- アリオ鳳ミニライブ（2014年10月、大阪）
- MUSE STYLE Vol.1（2014年11月、東京）
- インストアイベント（2014年11月、埼玉・静岡）
- HAIR GIGS 2014（2014年11月、茨城）
- 中野メロディアスライブネオ（2014年11月、東京）
- YES WE CAN！2015 NEW YEAR（2015年1月、東京）
- Public Revolution（2015年1月、埼玉）
- 原宿男子（2015年1月、東京）
- TOYOSU SeaSide Fes〜winter〜（2015年1月、東京）
- BOYS SHOWCASE〜Valentine SP〜（2015年2月、東京）
- Wicked!!! 〜 Brand New Vibe × EMALF × ブレイク☆スルー 〜（2015年2月、東京）
- ミニコレ〜IKE-MENS COLLECTION vol.1（2015年2月、東京）
- Jリーグプレシーズンマッチ「Chantasia Match横浜FC 対 日本高校サッカー選抜」（2015年3月、東京） - 「3.1 Chantasia Match Vol.0」 公式テーマソング･アーティストとして、OPパフォーマンス出演。
- ミンナアリガトウ〜ホワイトデーSP〜（2015年3月、東京）
- GENERATION TOKYO vol.1（2015年3月、東京）
- 猛 B DASH!!インストアイベント（2015年3 - 6月、長野・千葉・埼玉・神奈川）
- Wicked!!! 〜 EMALF × GrandStand × 山碕薫太 × デジカット × WAVE 〜（2015年4月、東京）
- OSAKA REVORHYTHM Vol.4（2015年5月、大阪）
- palooza presents＠柏PALOOZA（2015年5月、千葉）
- Wicked!!! 〜 EMALF × WHITE SHADOW × ADDICTION 〜（2015年6月、東京）
- 音霊 OTODAMA SEA STUDIO 2015〜男粋 at OTODAMA〜（2015年7月、神奈川）

### 舞台
- EMALF×劇団TEAM-ODAC「フューチャーブラザーズ」（2013年9月4 - 8日、中野ザ・ポケット） - Hisatoといとう大樹（TEAM-ODAC）がプロデューサーを務めた。
- GC×劇団TEAM-ODAC「BLACK10」（2014年2月5 - 9日、全労済ホールスペース・ゼロ） - Hisato＆いとう大樹プロデュース第2弾。役者としてYusuke、Hisato、Yuが出演。

### テレビ
- エムオン! ヒッツ（2013年6 - 8月） - 「try again」MV
- お〜でぃえんすV（2013年1月〜、テレビ埼玉）
- エムオン! ヒッツ（2014年5月） - 「Fight Together」MV

### ラジオ
- face（2013年7月1日、JFN） - ゲスト出演（Yusuke、Seigo、Kyohei）
- Cafe Dejeuner（2013年7月12日、ニッポン放送） - ゲスト出演
- だってNOEだもん。（2014年2月6日、bayfm78） - ゲスト出演（Seigo、Kyohei）
- Cafe Dejeuner（2014年5月9日、ニッポン放送） - ゲスト出演（Yusuke、Hisato、Yu）
- Kashiwa Music Factory（2015年5月12日、bayfm） - ゲスト出演（Yusuke、Atsu、Seigo）

### インターネット放送
- 古坂大魔王のカツアゲ！（2013年6月25日、アメーバスタジオ）
- EMALFデビュー記念 特別生放送【『Try Again』全曲試聴会※メンバーナビ付き！】（2013年6月25日、ニコニコ生放送）
- KM★TV（2013年10月〜、Ustream・公式EMALFチャンネル内） - YUのレギュラー番組。2013年は日曜22時〜、2014年からは月曜21時〜の45分。
- ワンセグふぁんみ（2014年2月、NHK）

### CM
- ムラサキスポーツ 2014スノーボードウェア（2014年11月〜）
  - CM曲に「Try Again」、「Fight Together」がそれぞれwinder versionとして使用された。

### SNS
- EMALF公式 (emalfjp)  - X（旧Twitter）
- 伊崎右典 (yusuketti)  - X（旧Twitter）
- 伊崎央登 (takoyaking1984)  - X（旧Twitter）
- 北村悠 (kitamurayu)  - X（旧Twitter）
- 野口征吾 (SAYGO_N)  - X（旧Twitter）
- ATSU (atsu_emalf)  - X（旧Twitter）
- BSK (bskboy0216)  - X（旧Twitter）